# Il reduce (film 1977)
Il reduce (The Farmer) è un film statunitense del 1977 diretto da David Berlatsky.

## Trama
Kyle Martin ritorna come un eroe, ma si rende conto che la gestione di una fattoria individuale non è redditizia e la banca vuole precludere, nonostante sia tornato da eroe. Poi Johnny, il giocatore d'azzardo vicino alla sua fattoria, in cui Kyle gli salva la vita, e Johnny gli offre 1.500 dollari, che ancora non sono sufficienti per salvare la fattoria.